# レブリミッター
レブリミッター（英: Rev limiter）は、原動機（エンジン）の回転数が設定された一定値より上がるのを抑える装置である。

## 概要
かつてはレッドゾーンを越えてエンジンを吹かしオーバーレブさせた場合、激しいバルブサージングのノイズを伴いながらもレッドゾーン始点を大幅に超えた回転数まで上昇させることが出来た。しかしそれはエンジンに過大なダメージを与えるため、それを防ぐために装備されるようになった。ディストリビューター内に遠心式リミッターを組み込んだもの、あるいは基本的には電子制御式燃料噴射装置を使用しているエンジンに搭載されるが、電子キャブの場合はソレノイドを作動させ機能するものもある。主には自動車用のエンジンで使用され、通常はレッドゾーン始点を200～1000rpm程度超えると作動する。ガソリンエンジンなどの場合は燃料噴射の停止を繰り返すため、空ぶかしや低速ギアでスロットルバルブを全開にしてリミッター作動回転数に達すると、独特の断続音と共に回転数の上昇が止まる。ディーゼルエンジンの場合はインジェクションポンプ(厳密にはガバナのフライウェイトによる制御、もしくは電子ガバナによる制御)による噴射量制限をするため、ガソリンエンジンが超高速で回転数の上昇と下降を繰り返すのに対し、きっちりと設定回転数で上昇が停止する。作動中のエンジン音も連続音である。ただ、近年はディーゼルエンジン以外もスロットル開度による制御により回転上昇がピッタリ止まるものもある。また、このようにレブリミッターが作動している状態をさして「レブる」という動詞も若年層中心に使用されている。
車種によってはエンジン保護のため、走行中以外でP、Nレンジに入っているとき、クラッチペダルを完全に踏んでいるとき、水温が適正でないときには更に低い回転数で作動することもある。

## その他
前述のようにガソリンエンジンの場合はリミッター作動原理から、作動時は追従性の良いタコメーターを使用した場合、指針が噴射・点火カット回転数と復帰回転数間を激しく行ったり来たりする動きを見せる。(レブリミッターを再現しているレースゲームでは良く見かける光景である)